# باري لان
باري لان (بالإنجليزية: Barry Lane)‏ هو لاعب غولف بريطاني، ولد في 21 يونيو 1960 في هانلي في المملكة المتحدة.

## وصلات خارجية
- باري لان على موقع رابطة أوروبا للاعبي الغولف المحترفين (الإنجليزية)
- باري لان على موقع رابطة اليابان للاعبي الغولف المحترفين (الإنجليزية)
- باري لان على موقع التصنيف العالمي الرسمي للغولف (الإنجليزية)